# Chlorochaeta aporia
Chlorochaeta aporia là một loài bướm đêm trong họ Geometridae.